# القيادة المفقودة (فلم)
القيادة المفقودة (المعروف أيضًا بقادة الإمبراطورية) هو فيلم حرب أمريكي صدر عام 1966 من إخراج وإنتاج مارك روبسون وبطولة أنتوني كوين ، ألان ديلون ، جورج سيجال ، ميشيل مورغان ، موريس رونيت وكلوديا كاردينالي . يعتمد الفيلم على رواية قادة الإمبراطورية التي تُعد من أكثر الروايات مبيعًا في عام 1960 بقلم جان لارتيجي. يركز الفيلم على قصة المظليين الفرنسيين الذين يقاتلون في الهند الصينية الفرنسية والجزائر الفرنسية.

## الإصدار
على الرغم من نجاح الرواية، أدى صدور فلم آخر بعنوان قادة الإمبراطورية إلى تغيير عنوان الفيلم. وفي مرحلة من المراحل، كان من المُتوقع أن يكون العنوان From Indo-China to the Gates of Algiers (من الهند الصينية إلى أبواب الجزائر)، ثم Not For Honor and Glory (لا من أجل الشرف ولا المجد)، قبل أن يُتخذ القرار النهائي باستخدام عنوان Lost Command (القيادة المفقودة). عُرض الفلم لأول مرة في الولايات المتحدة في أيار من عام 1966. وأُطلق في فرنسا بعد ذلك بعدة أشهر.

## التتمة
في عام 1963 اشترى روبسون حقوق الحرس الإمبراطوريين (The Praetorians) للكاتب لارتيجاي، وهو متابعة  لرواية قادة الإمبراطورية التي بُني عليها الفلم. ولكن لم يُنتج فلم للرواية الجديدة.